# Yoshimitsu
Yoshimitsu (吉光) é uma personagem das franquias Tekken e Soulcalibur, desenvolvidas pela Bandai Namco Entertainment. Ele apareceu pela primeira vez no primeiro jogo de Tekken, em 1994. Em Soulcalibur, faz sua estreia em 1998.
As três versões de Yoshimitsu – uma em Tekken e duas em Soulcalibur – são líderes de sua era do honorável clã Manji, praticantes de ninjutsu e mestres espadachins com uma máscara e braços protéticos mecânicos.

## Designe jogabilidade
O nome de Yoshimitsu se traduz aproximadamente como "Luz da Felicidade". Na série Tekken, a espada de Yoshimitsu é geralmente descrita como um tachi. A partir de Tekken 3, a espada emana energia ao redor da lâmina, dando-lhe a aparência de um sabre de luz.
De acordo com a descrição oficial da Namco, o estilo de luta de Yoshimitsu "incorpora uma mistura de ninjutsu, ataques de espada de kenjutsu e posturas especiais de dança kabuki". A segunda espada de Yoshimitsu em Tekken 6 dá a ele um conjunto de movimentos renovado, tornando-o um personagem ainda mais difícil de aprender a jogar.

## Aparição

### Na franquiaTekken
A primeira aparição de Yoshimitsu foi no primeiro jogo de Tekken, em 1994. Ele pertence ao Clã Manji. O clã é dedicado a ajudar os fracos e lutar contra a opressão. Após a posse de um novo líder, seu antecessor é ritualmente sacrificado e a lâmina absorve o poder e a habilidade da pessoa. Na história do jogo, Yoshimitsu entra no primeiro torneio como uma isca para permitir que outro Manji roube os fundos do torneio sem ser observado. Durante o torneio, conhece Ganryu, um lutador de sumô cuja atitude desrespeitosa no ringue lhe custou sua promoção no clã. Seu desrespeito pelo código de sumô enfurece Yoshimitsu, que o derrota. Mais tarde, Yoshimitsu lidera uma invasão ao laboratório do Dr. Bosconovitch para roubar seu dispositivo de Energia Eterna. Embora Yoshimitsu perca o braço durante a operação, Bosconovitch o ajuda a escapar e coloca nele uma prótese mecânica substituta. Grato por sua ajuda, ele diz a Bosconovitch que pode visitá-lo sempre que precisar de ajuda. Em Tekken 2, Yoshimitsu descobre que Bosconovitch foi sequestrado e entra no segundo torneio Tekken para resgatá-lo.
Em Tekken 3, Yoshimitsu visita Bosconovitch, que sofre de uma doença que contraiu quando construiu a máquina de criogenia. Bosconovitch diz a ele que a doença só pode ser curada com o sangue de Ogre, um deus recém-despertado de seu sono profundo. Durante o torneio, ele é alvo de Bryan Fury, um ciborgue enviado para matá-lo. Dois anos depois, durante os eventos de Tekken 4, Yoshimitsu percebe que o futuro de seu clã está diminuindo devido à falta de fundos e mão de obra necessários. Em Tekken 5, ele procura vingança por Bryan ter ferido Bosconovitch após um confronto.
Ao tentar encontrar Bryan, Yoshimitsu descobre que sua espada está enfraquecendo. Como sua espada é amaldiçoada, ela perderá seu poder e levará seu usuário à loucura se não matar os malfeitores por um período prolongado de tempo. Ele decide adotar uma segunda espada chamada Fumaken, que tem a capacidade de suprimir as propriedades da espada amaldiçoada, em Tekken 6. Após o fim do torneio e o desaparecimento de Jin Kazama, Heihachi Mishima assume o cargo de CEO da Mishima Zaibatsu. Yoshimitsu sente que algo está errado e decide entrar no sétimo torneio, em Tekken 7.
Yoshimitsu também aparece em outros jogos da franquia: Tekken Tag Tournament, Tekken Card Challenge, Tekken Advance, Tekken Revolution, Tekken Tag Tournament 2, Tekken 3D: Prime Edition e Tekken Card Tournament.

### Na franquiaSoulcalibur
Outro Yoshimitsu aparece na série Soulcalibur da Namco, começando com Soulcalibur de 1998 . Depois de recusar a oferta de aliança do senhor sedento de poder Oda Nobunaga, Yoshimitsu descobre que sua aldeia foi destruída. Em uma batalha com o exército de Nobunaga, ele perde o braço. Na meditação, Yoshimitsu decide que se ele cedesse ao seu ódio, ele não seria melhor do que Nobunaga ou Nightmare. Em Soul Calibur II, Yoshimitsu descobre que sua katana foi impregnada com energia corrompida do castelo, e então resolve livrar sua lâmina do mal.
Yoshimitsu retorna em Soulcalibur III, no qual planeja um assalto para roubar um fragmento do Soul Edge. O roubo falha quando Tira, uma serva de Soul Edge e Nightmare, embosca os ladrões e leva o fragmento. Mais tarde, Tira mata um dos membros de seu clã, fazendo com que Yoshimitsu a busque por vingança em Soul Calibur IV. Na época de Soulcalibur V, o primeiro Yoshimitsu foi executado ritualmente e sucedido por um protegido mais jovem e estranhamente semelhante (vindo da vila Fûma de Taki), que compartilha seu estilo de luta, voz, maneirismos e seu braço mecânico. O Yoshimitsu original retorna novamente em SoulCalibur VI, onde ele busca obter Soul Edge para vingar os membros de seu clã mortos.

### Em outras mídias
Yoshimitsu teve breves participações especiais no filme de animação Tekken: The Motion Picture. Ele também aparece no filme live-action de 2009, Tekken, interpretado por Gary Ray Stearns, onde ele luta e perde contra Jin Kazama.
Em 2006, a Namco e a MegaHouse lançaram uma estatueta de Yoshimitsu como parte de um conjunto de Tekken 5 baseado na arte promocional do jogo. Embora não possa ser articulada, a figura de PVC veio com roupas equipáveis modeladas a partir das do jogo. Mais duas estatuetas foram feitas pela Bandai em 2009, com base em sua aparição em Tekken 6. Uma estátua de Yoshimitsu baseada em sua aparição no Tekken Tag Tournament 2 foi produzida por Kotobukiya em 2012.

## Recepção
"Partida da série Tekken desde o início, Yoshimitsu manteve um ar de mistério adequado para um ninja. Nós realmente nunca vimos seu rosto, seus motivos e idade são difíceis de discernir… Embora sua aparência possa assustar alguns, no fundo Yoshimitsu é menos um assassino furtivo do que um idiota, e isso é verdade, não importa a linha do tempo. Seja em Tekken ou como ator convidado em Soul Calibur, Yoshimitsu gosta de dar boas risadas e costuma ser visto compartilhando suas vitórias em torneios com o povo comum."

—Henry Gilbert, GamesRadar+, 2013
Yoshimitsu foi recebido positivamente pela mídia de jogos por seu design e caracterização. Lucas Sullivan, da GamesRadar+, classificou-o em terceiro lugar em sua seleção de 2012 dos "sete melhores personagens de jogos de luta", já que sua "característica mais impressionante é a frequência com que seu traje muda". Jack Pooley da WhatCulture, em 2014, classificou-o como o nono maior personagem de jogos de luta e entre os personagens "mais estilosos" do gênero. Jesse Schedeen, da IGN, considerou o personagem "incrível demais para ser confinado a uma série de jogos de luta". Em 2013, Kevin Wong, da Complex, classificou-o como o nono melhor personagem de Tekken em uma lista de vinte, chamando-o de "fácil de amar", mas, inversamente, um "trapaceiro": "Yoshimitsu é o único personagem que consegue usar uma espada, e uma que não pode ser bloqueada." Rich Knight, da mesma revista, considerou Yoshimitsu "fora de lugar" na série Tekken, mas "um dos melhores personagens da série Soul". Em 2011, a Machinima classificou Yoshimitsu como o sétimo melhor ninja em jogos eletrônicos, enquanto Ian Dransfield, da Play, listou o personagem entre os dez melhores ninjas da era PlayStation: "Ele costumava roubar dos ricos e dar aos pobres, mas agora ele apenas dança, equilibrando-se no cabo de sua espada e irritando quem quer que esteja lutando". Lisa Foiles, do The Escapist, classificou Yoshimitsu em quinto lugar em sua lista de 2014 dos "cinco melhores usuários de katana". Ian Garstang, da Gaming Debugged, comentou em 2014: "Muitas vezes, os jogadores se afastavam com raiva de uma máquina de fliperama ou jogavam um controle no chão em frustração depois de perder para este mestre ninja." Em 2010, antes do lançamento de Street Fighter × Tekken, Michael Grimm, listou Sodome, a versão ciborgue de Yoshimitsu ("Ambos trazem um toque especial ao velho e cansado cenário da moda samurai"), como um confronto que ele queria ver no jogo. Gergo Vas, do Kotaku, classificou Yoshimitsu em oitavo lugar em sua lista de 2013 dos ciborgues "mais insanos" dos videogames japoneses". Yoshimitsu foi classificado pelo Den of Geek como o "quinto melhor personagem de Tekken": "Ele é um curinga completo, que meio que se encaixa, mas meio que não. Ele é tão importante para todo o universo que, até mesmo ter um Tekken sem ele, pareceria errado." Ele também foi colocado em quinto na lista d'"Os 30 melhores personagens de Tekken" da Paste: "O mestre das reformas, este ninja enigmático viu mais mudanças de figurino durante sua gestão do que um modelo de passarela. Sua aparência incomum é igualada apenas por seu estilo de luta igualmente estranho." Além disso, Yoshimitsu foi nomeado pela TheGamer como o "personagem mais legal de Tekken", afirmando: "Um dos personagens mais amados da série e um dos únicos personagens a aparecer em todas as edições, Yoshimitsu é um dos lutadores mais legais já criados." O mesmo site também o classificou como o "14º personagem mais forte da franquia": "Graças às suas habilidades como ninja, Yoshimitsu conseguiu parecer invisível às vezes, além de conquistar a vitória sobre seres poderosos como Bryan Fury. Ele pode não estar no nível de elite, mas está muito próximo disso." Ele foi nomeado pela Screen Rant como o "quinto melhor personagem da série": "Um ninja aparentemente imortal, o aspecto mais marcante sobre Yoshimitsu é sua aparência, que muda a cada jogo por motivos misteriosos e o mais recente é aparentemente sempre mais legal do que o anterior."
Em 2011, a UGO.com classificou o traje azul" de Yoshimitsu em Tekken 5 como o nono "traje alternativo mais estiloso" em jogos. Gavin Jasper, do 4thletter.net, colocou, em 2013, seu final em Tekken 4, no qual contraria Heihachi e a malvada corporação Mishima Zaibatsu com uma grande soma de dinheiro, na 33ª colocação dos 200 melhores finais de jogos de luta. Angelo Dargenio, do Arcade Sushi, classificou o movimento suicida de Yoshimitsu como o décimo sétimo "movimento de jogo de luta mais icônico", mas o descreveu como "nunca realmente ... um movimento útil em combate, porque custa uma grande parte da vida".
Yoshimitsu recebeu uma recepção mais fria dos fãs; ele foi classificado apenas como o sexto personagem mais popular de Soul em uma pesquisa de 2002 realizada pela Namco antes do lançamento de Soulcalibur II com 4,56% dos votos, sete pontos percentuais atrás do quinto colocado, Cervantes de Leon. Em outra enquete da Namco em 2012, Yoshimitsu foi o 22º mais solicitado entre 54 personagens de Tekken para serem jogáveis em Street Fighter × Tekken, com 5.503 (6,23%) dos 88.280 votos dos fãs.